# Jean Starcky
Jean Charles Georges Starcky, né à Mulhouse le 3 février 1909 et mort à Paris 5e le 9 octobre 1988, est un aumônier militaire, compagnon de la Libération et directeur adjoint de l'Institut français du Proche-Orient. Il participe au déchiffrement et à l'interprétation des manuscrits de la mer Morte.

## Biographie
Jean Starcky naît à Mulhouse (où une rue porte son nom), dans le Haut-Rhin, de Gabriel Starcky et de Berthe Thérèse Gutknecht. 
Sa jeunesse se passe à Mulhouse, puis en Suisse à Territet, près de Vevey, (sa famille y réside pendant la Première Guerre mondiale), à Mayence et à Prague. 
Son père travaille pour la société DMC (Dollfus-Mieg et Compagnie). Il en devient fondé de pouvoir en Pologne et en Tchécoslovaquie.

### Formation religieuse
Il affirme très tôt sa vocation religieuse, malgré les réticences paternelles. Il commence des études supérieures au séminaire de l'Oratoire en 1928, puis à l'Institut catholique de Paris, où il obtient une licence en théologie. Il se lance dans des études orientalistes à l'Institut catholique de Paris et à l'École pratique des hautes études.
Il quitte l'Oratoire en 1935 avec trois autres prêtres : Daniel Pézeril, Maurice Morel et Francis Connan. Ils resteront très liés. 

### Spécialiste de Palmyre
Jean Starcky est ordonné prêtre du diocèse de Paris le 21 avril 1935. Il part la même année pour l'Institut pontifical de Rome où il étudie en 1935-1936.
En 1936-1937, il est boursier de l'Académie des Inscriptions et Belles-Lettres à l'École biblique et archéologique française de Jérusalem, et rédige son mémoire pour l'Académie sur la poterie néolithique de Jéricho. En 1937-1938, il se spécialise dans l'étude de l'araméen.
Il entre en contact avec les grands sites archéologiques du Proche-Orient comme Palmyre. Il s'intéresse à des sites du Liban, de Syrie et d'Égypte. Il reviendra un an après à Beyrouth, où il enseigne l'hébreu et l'Ancien Testament à l'Université Saint-Joseph (1938-1941).
Il est curé de Palmyre au moment où les troupes françaises de Vichy stationnent dans l'oasis. Il rencontre deux autres intellectuels et archéologues alsaciens : Henri Seyrig et Daniel Schlumberger.
L'armée de Vichy au Liban et en Syrie est défaite par l'armée anglaise et les troupes de la France libre en juin 1941. Beyrouth est prise en juillet. Jean Starcky s'engage le 7 août comme aumônier dans les Forces françaises libres.

### La Seconde Guerre mondiale
Intégré au 1er Bataillon d'Infanterie de Marine, il devient aumônier militaire de la garnison de Beyrouth. Il est ensuite rattaché au Bataillon de Marche 11 (BM 11), composé majoritairement de tirailleurs africains. Le 14 avril 1942, il quitte la Palestine pour la Libye. Le bataillon participe à la bataille d'El Alamein en octobre-novembre 1942.
En 1943, la 1e division française libre (DFL), à laquelle appartient le BM 11, traverse la Cyrénaïque et la Tripolitaine pour rejoindre le sud tunisien. Le 27 novembre 1943, Jean Starcky devient aumônier du BIMP (Bataillon d'Infanterie de marine et du Pacifique) comprenant notamment des Tahitiens, des Calédoniens et des Canaques.
Le 19 avril 1944, il débarque en Italie, à Tarente près de Naples, avec la 1re DFL. Il participe à la bataille du Garigliano (10-26 mai 1944) puis entre à Rome en juin. Le 11 juin la division prend Montefiascone, sur le lac de Bolsène et poursuit l'ennemi en direction de Sienne et Florence. Le 30 juin 1944, sur le terrain d'aviation de Marcianise (près de Naples), le général de Gaulle le décore de l'ordre de la Libération.
Avec le BIMP, Jean Starcky prend part au débarquement de Provence, à Cavalaire, le 17 août 1944. Il participe aux combats devant Hyères et Toulon. La division remonte sur Lyon, gagne la Bourgogne, arrive à Dijon le 16 septembre, part pour l'Alsace en passant par Ronchamp. La bataille de Belfort et de Mulhouse s'engage le 14 novembre.
En décembre 1944, la division participe victorieusement à la défense de Strasbourg, libérée par la 2e division blindée (2e DB) et que les Allemands tentaient de reprendre. Strasbourg sauvée, la division libère Colmar en janvier 1945.
Après ces combats en Alsace, la 1re DFL ne peut poursuivre les combats en Allemagne. Elle est envoyée, le 3 mars 1945, dans le sud des Alpes, au Nord de Nice, dans le massif de l'Authion, pour réduire les poches de résistance ennemies.
Le 11 avril 1945, Jean Starcky est blessé au visage. Il est démobilisé le 6 septembre 1945. Tout au long de la guerre, il se distingue en allant apporter les derniers sacrements à de nombreux blessés, y compris à ceux restant entre les lignes.

#### Décorations
Sous-lieutenant puis capitaine, toujours aumônier, il reçoit la Légion d'honneur (officier), la Croix de guerre avec palme et étoile d'argent, la médaille coloniale avec agrafe « Libye » et « Tunisie », la Silver Star.
Le 20 novembre 1944, il devient Compagnon de la Libération. La citation évoque un « Aumônier militaire de grande classe, unissant sur un plan très supérieur la sérénité de sa foi évangélique à un courage tranquille et à une abnégation sans bornes qui ont fait, au cours des combats des 11, 12 et 16 mai 1944, l’admiration du BIMP auprès duquel il est détaché ».
Le général Pierre Garbay, qui commanda la 1re DFL, évoque dans une autre citation : « un aumônier du BIMP, légendaire par sa bravoure, son dévouement infatigable et sa bonté ».

### Carrière
Tout au long de sa vie, il occupe différents postes d'enseignement et de recherche :
- Professeur du Nouveau Testament à l'Institut catholique de Paris ;
- Professeur d'écriture sainte et d'hébreu à l'Université Saint-Joseph de Beyrouth, tout en étant curé de Palmyre (1938-1941) ;
- Pensionnaire (1946-1949), puis directeur-adjoint (1968-1971) de l'Institut français d'archéologie de Beyrouth ;
- Chercheur, puis directeur (à partir de 1966), au Centre national de la recherche scientifique (1949-1978).

#### Archéologue et épigraphiste après 1945
Après 1945, il enseigne au Grand Séminaire de Meaux puis, à partir de 1948, à l'Institut catholique de Paris où il est professeur d'exégèse néo-testamentaire.
Il repart au Proche-Orient. Il devient l'un des pensionnaires de l'Institut français d'archéologie de Beyrouth, fondé en 1946 par Henri Seyrig. Ce dernier lui confie, en 1946, l'édition des inscriptions qui venaient d’être découvertes à l'Agora de Palmyre. Il l'associe à la préparation du Recueil de tessères de Palmyre (1955). Jean Starcky entre au CNRS en 1949.
En octobre 1952, il rejoint l'équipe internationale chargée de déchiffrer les manuscrits de la mer Morte ou manuscrits de Qumrân. Cette équipe française, dirigée par le père Roland de Vaux, est hébergée dans l'École Biblique et Archéologique française de Jérusalem et le Palestine Archaeological Museum.
En septembre 1952, est découverte la grotte 4 de Qumrân : Jean Starcky se voit confier le déchiffrement et la publication des papyrus écrits en nabatéen, langue proche de l'araméen palmyrénien provenant de cette grotte. Il étudie aussi Pétra, Palmyre et la Nabatène sur lesquelles il publie des articles. Il devient directeur de recherche au CNRS de 1966 à 1977. En 1977, il reçoit la médaille d'argent de cette institution. Il prend sa retraite cette année-là, confiant la publication des manuscrits de la mer Morte, qu'il n'a pas encore déchiffrés, aux abbés Maurice Baillet et Émile Puech.

#### Institut français d'archéologie de Beyrouth
Épigraphiste, archéologue, spécialiste de l'araméen, exégète, maitrisant de nombreuses langues, Jean Starcky est directeur adjoint de l'Institut français d’archéologie de Beyrouth de 1968 à 1971.
Daniel Schlumberger, directeur en titre, étant souffrant, il l'aide à publier son ouvrage : L’Orient hellénisé (1969 et 1970) et lance les fouilles de Tell Arqa au Liban.
Entre 1969 et 1971, il participe aux campagnes de relevés photogrammétriques de Pétra avec l'Institut Géographique National (IGN).

#### Travail sur la Bible
Jean Starcky participe à plusieurs traductions de la Bible : à celle dite du Cardinal Liénart (1955), puis à celle de Jérusalem, pour le Livre des Macchabées (1961). Il aurait été l'un des initiateurs de la Bible œcuménique, la TOB (Traduction Œcuménique de la Bible) parue en 1975. Il participe très tôt à la revue Bible et Terre Sainte, aujourd'hui devenue Le Monde de la Bible.
Avec le chanoine Lecomte, ils fondent le Musée Bible et Terre Sainte. Ils lui donneront leurs collections. Il installe ce musée à Paris, dans les locaux de l'église Saint-Jacques-du-Haut-Pas, puis à l'Institut catholique de Paris.
Il meurt à l'hôpital du Val-de-Grâce à Paris. 

## Publications
- 1941 : Guide de Palmyre
- 1952 : Palmyre, coll. « L'Orient ancien illustré » no 7, A. Maisonneuve, Paris ; édition revue et augmentée des nouvelles découvertes avec la collaboration de Michel Gawlikowski, Paris, 1985.
- 1955 : Recueil de tessères de Palmyre, Harald Ingholt, Henri Seyrig et Jean Starcky, suivi de Remarques linguistiques par André Caquot, dans la Revue de l'histoire des religions, Paris
- 1960 : « Palmyre », Supplément au Dictionnaire de la Bible
- 1963 : « Les quatre étapes du Messianisme à Qumrân », Revue Biblique
- 1964 : « Petra et la Nabatène », dans le Supplément au Dictionnaire de la Bible
- 1985 : « Les inscriptions nabatéennes et l'histoire de la Syrie méridionale et du Nord de la Jordanie » dans Hauran I, Recherches archéologiques sur la Syrie du Sud à l'époque hellénistique et romaine, ed. par J.M. Dentzer, vol. 1, Paris